# Old Man of the Mountain

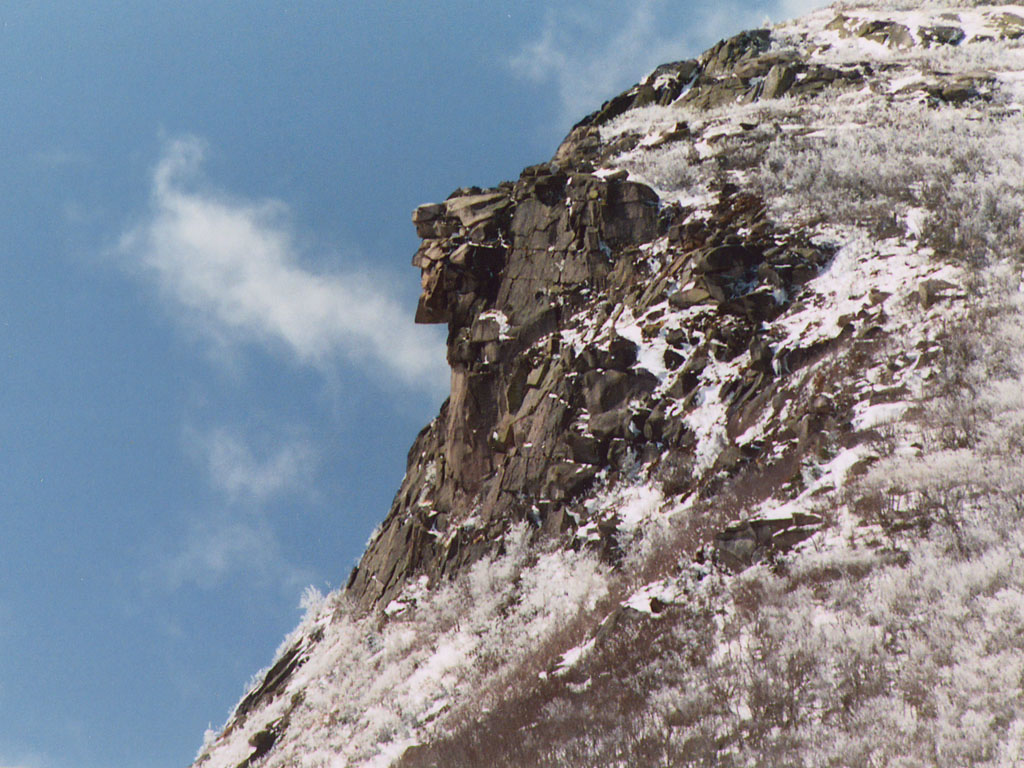
L'Old Man of the Mountain prima del crollo

L'Old Man of the Mountain, anche noto con il nome italiano Vecchio della Montagna, era una formazione rocciosa sul pendio orientale della Cannon Mountain, in New Hampshire, negli Stati Uniti. Visto da nord, il suo profilo ricordava quello di un uomo, e per la sua particolarità è tuttora considerato uno dei simboli dello stato. È crollato il 3 maggio 2003.

## Storia

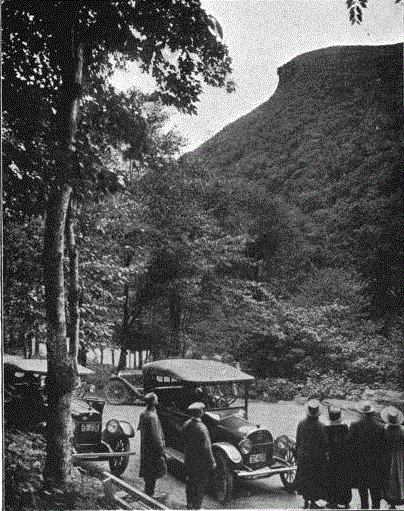
L'Old Man of the Mountain agli inizi del XX secolo.

Franconia Notch è una valle a forma di U nelle montagne Bianche che è stata formata dai ghiacciai. La formazione del Vecchio probabilmente deriva dal congelamento e dallo scongelamento dell'acqua nelle fessure della roccia di base granitica avvenuta dopo la ritirata dei ghiacciai. Questa formazione rocciosa venne descritta per la prima volta nei documenti del gruppo di rilevamento di Franconia nel 1805 circa. Francis Whitcomb e Luke Brooks, che facevano parte del gruppo di rilevamento, furono i primi due a registrare l'osservazione del Vecchio. La storia ufficiale dello stato afferma che a quell'epoca dei gruppi di topografi stavano lavorando nell'area di Franconia Notch e rivendicavano il merito di averlo scoperto.

### Leggende indigene
Secondo una leggenda degli Abenachi, un uomo chiamato Nis Kizos nacque durante un'eclissi. Egli divenne un ottimo capo e fornitore per la sua comunità. Nis Nizos ebbe abbastanza successo da partecipare al Kchi Mahadan, un grande raduno di altre comunità per commerciare. Tarlo, una bella donna irochese, tornò con lui e i due si innamorarono. Tarlo doveva ritornare al suo villaggio natale perché la sua gente era stata colpita da un malore. Nis Kizos le promise che avrebbe vissuto sulla sommità di una montagna. Di giorno si sarebbe preso cura di lei, mentre di notte avrebbe acceso una torcia per guidarla a casa. Dato che l'inverno si avvicinava in fretta, gli anziani mandarono il fratello di Nis Kizos, Gezosa, per chiedergli di ritornare, ma fu tutto inutile. Tarlo morì di malattia nel suo villaggio e dopo l'inverno Gezosa tornò sulla montagna per dare la notizia a Nis Kizos, ma non lo trovò e si intristì. Tornando dalla montagna si girò e vide che Nis Kizos era divenuto parte del monte e il suo volto di pietra guardava la terra. Quando nel 2003 il volto di pietra crollò, i discendenti degli Abenachi interpretarono questo evento come la fine del grande cerchio: Nis Kizos e Tarlo si erano finalmente riuniti.
Nel 2005, Denise Ortakales pubblicò un libro per bambini chiamato The Legend of the Old Man of the Mountain, che si ricollega alla leggenda Mohawk della faccia di pietra. In questa storia, il capo Pemigewassat ama una donzella del popolo Mohawk chiamata Minerwa, che ha portato la pace tra le sue tribù per molto tempo. Quando Minerwa tornò a casa per visitare il padre moribondo, il capo Pemigewassat promise che avrebbe aspettato il suo ritorno. Tuttavia, il Grande Spirito se lo prese con sé durante l'inverno e il suo popolo lo seppellì in direzione di Minerwa per osservarla in attesa del ritorno. Il suo volto venne immortalato nella roccia come un volto di pietra, in un'attesa eterna.

### Storia post-coloniale
Il Vecchio divenne famoso in tutti gli Stati Uniti soprattutto grazie allo statista Daniel Webster, un nativo del Nuovo Hampshire, che una volta scrisse:
Lo scrittore Nathaniel Hawthorne si ispirò al Vecchio per il suo racconto breve Il grande volto di pietra, pubblicato nel 1850, nel quale descrisse la formazione geologica come "un'opera della Natura nel suo stato di giocosità maestosa".
Questo profilo è stato l'emblema statale del New Hampshire dal 1945. Venne apposto sulla targa dello stato, sui segnali delle strade statali e sul retro del quarto di dollaro del New Hampshire, che è promosso popolarmente come l'unica moneta statunitense con un profilo su entrambi i lati. Prima del crollo, poteva essere visto da delle aree speciali di osservazione lungo l'Interstate 93 nel parco statale di Franconia Notch, 130 chilometri a nord del capoluogo Concord.

## Crollo

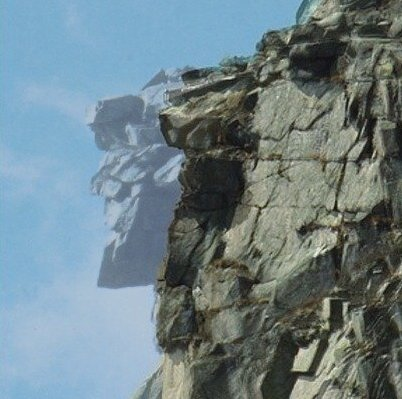
Un'unione di due fotografie che mostrano l'Old Man of the Mountain prima e dopo il collasso.

Il congelamento e lo scongelamento avevano aperto delle fessure nella "fronte" del Vecchio. Negli anni 1920, la crepa era abbastanza larga da essere riparata con delle catene, e nel 1957 la legislatura dello stato approvò uno stanziamento di 25.000 dollari per una protezione dagli agenti atmosferici più elaborata, usando venti tonnellate di cemento a presa rapida, una protezione di plastica e dei tenditori a doppia vite, oltre a una grondaia in cemento per evitare il deflusso dall'altro. Una squadra delle divisioni autostradali dello stato e dei parchi mantenevano questo mosaico ogni estate.
Ciononostante, la formazione geologica collassò tra la mezzanotte e le 2:00 del mattino del 3 maggio 2003. Lo sgomento sul crollo fu così grande che la gente visitò il luogo per rendere un omaggio al volto scomparso, e alcuni lasciarono dei fiori.

## Dopo il crollo

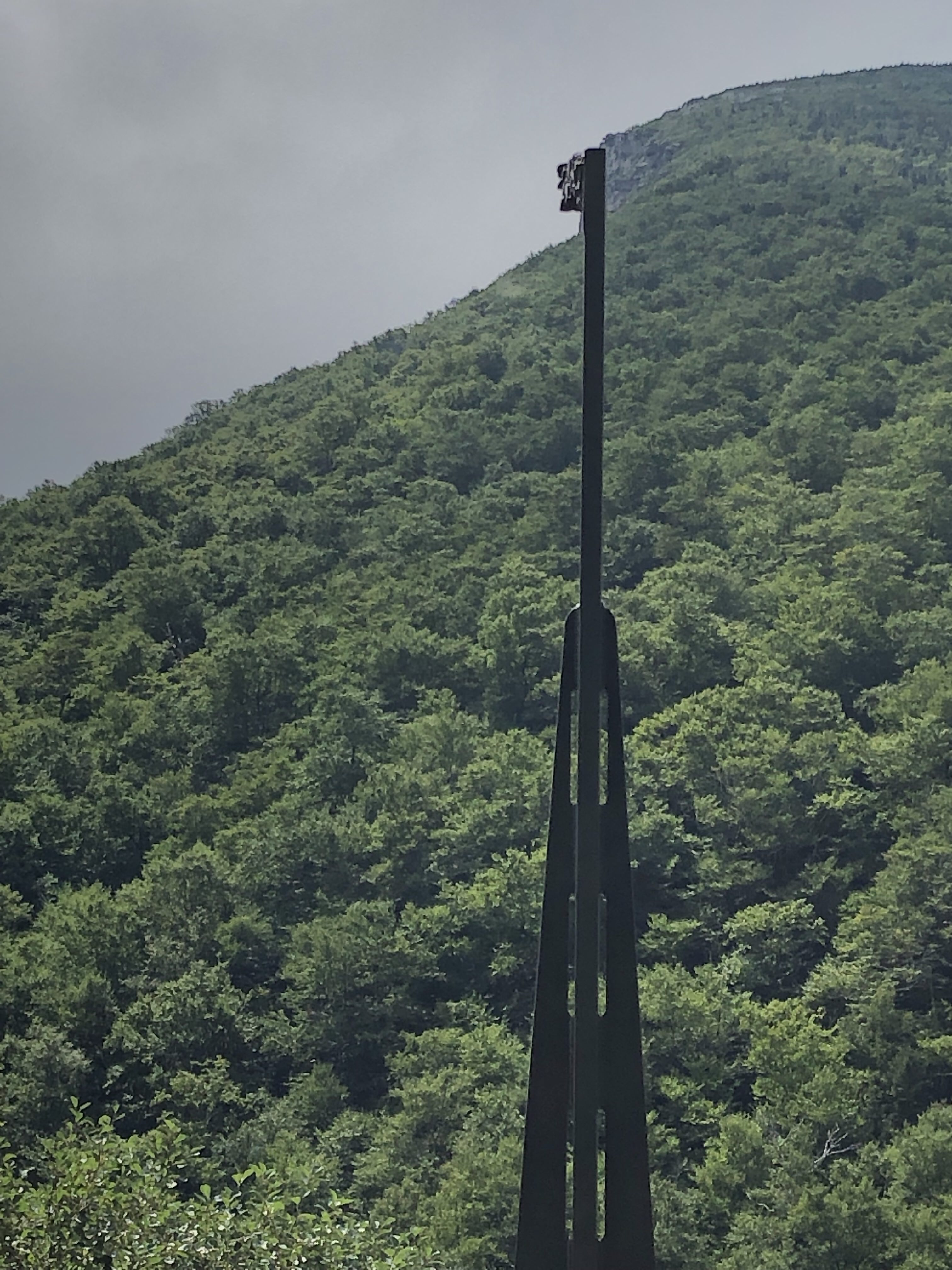
Uno dei profili d'acciaio che restituiscono il volto perduto presso la Profiler Plaza, nel 2019.

Poco dopo il crollo, molti residenti del Nuovo Hampshire pensarono di sostituirlo con una replica. Quell'idea venne bocciata da un'unità operativa ufficiale a capo dell'ex-governatore Steve Merrill. Nel 2004, la legislatura dello stato considerò, ma non accettò, una proposta per cambiare la bandiera del New Hampshire così da includere il profilo.
Nel primo anniversario del crollo, nel maggio del 2004, l'Old Man of the Mountain Legacy Fund ("Fondo per l'Eredità del Vecchio della Montagna"; OMMLF) iniziò a utilizzare dei mirini a gettoni accanto alla base della scogliera. Guardando attraverso i mirini la scogliera del monte Cannon si può vedere un "prima" e un "dopo" di come appariva il Vecchio della Montagna.
Sette anni dopo il crollo, il 24 giugno 2010, l'OMMLF, ora rinominatosi Friends of the Old Man of the Mountain ("Amici del Vecchio della Montagna"), aprì la strada per la prima fase per la costruzione di un memoriale su una passerella lungo il lago Profile, sotto la scogliera Cannon. Si tratta di una piattaforma di osservazione con dei "profili d'acciaio" che, quando vengono allineati con la scogliera Cannon al di sopra, ricreano la forma del profilo che domina il Franconia Notch. Il progetto venne supervisionato da un comitato succeduto all'unità operativa per la rivitalizzazione del Vecchio della Montagna.
Nel 2013, il consiglio sospese una raccolta fondi ulteriore e annunciò la sua intenzione di spendere ciò che rimaneva in piccoli miglioramenti e di sciogliere il consiglio. Il memoriale venne completato nel settembre del 2020.

## Galleria d'immagini

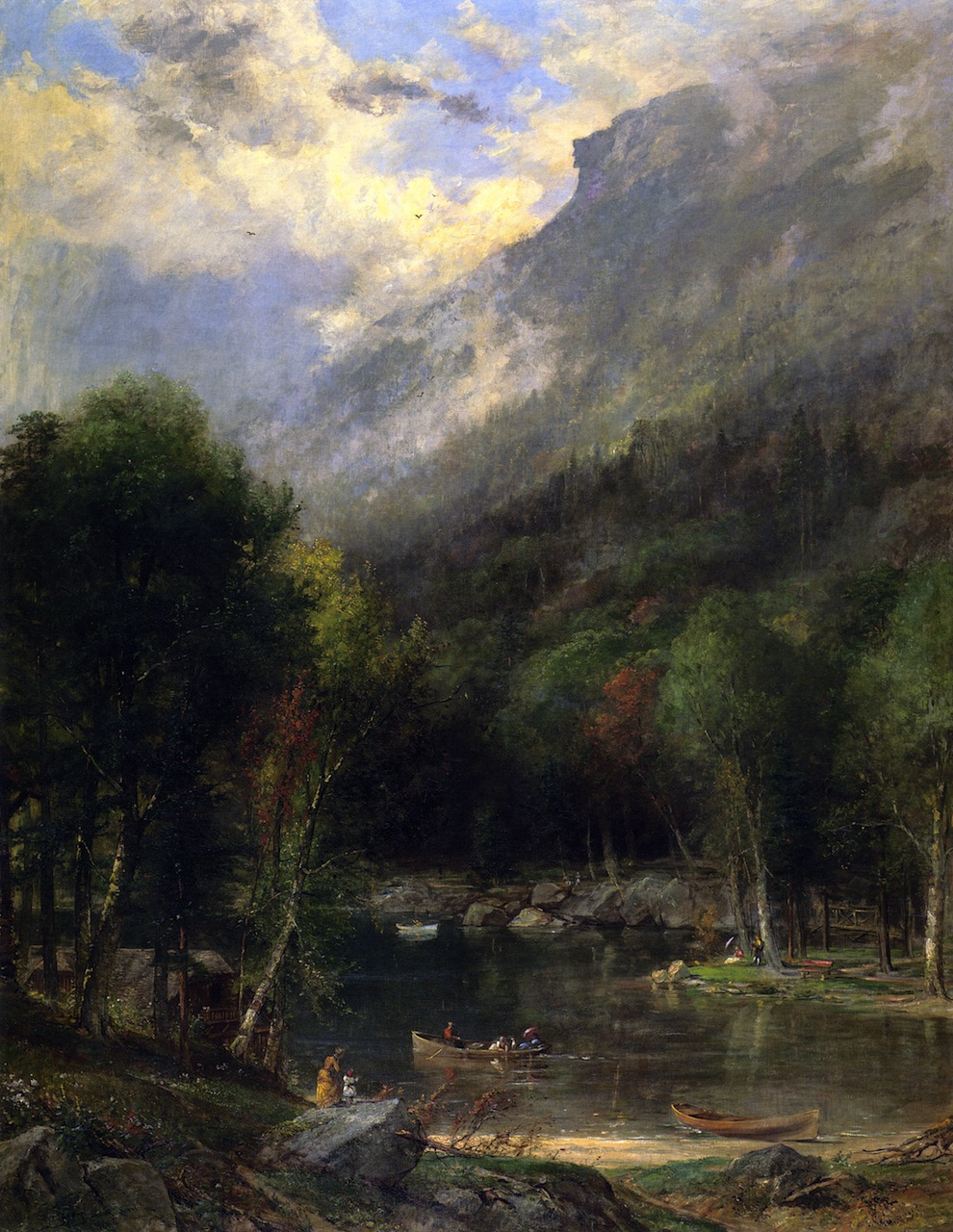
Il Vecchio in un dipinto di Samuel Lancaster Gerry del 1886.
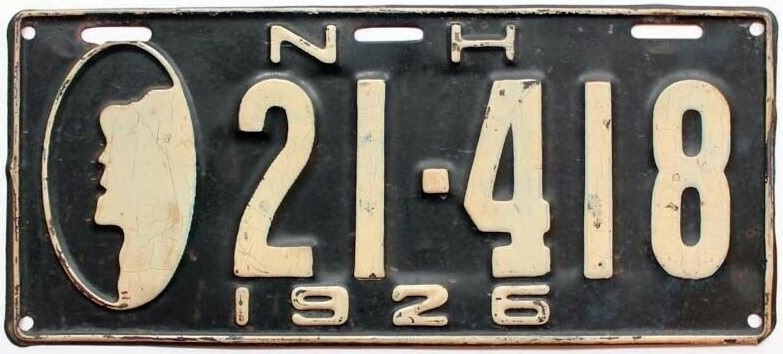
Il profilo su una targa del New Hampshire del 1928.
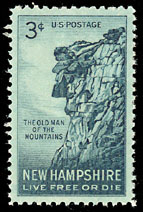
La formazione rocciosa in un francobollo del 1955.
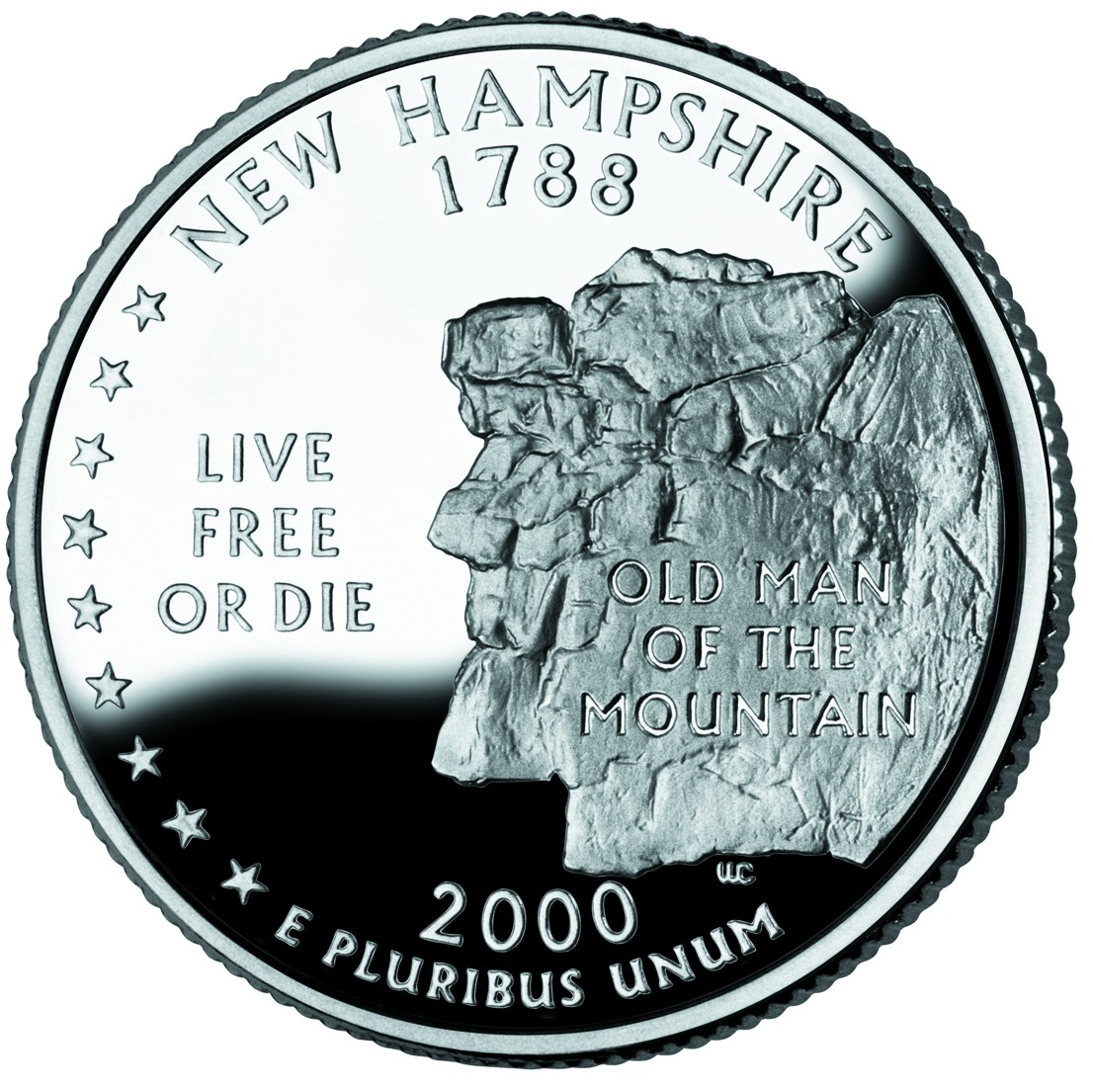
Un quarto di dollaro del New Hampshire che raffigura l'Old Man of the Mountain.